# Obilni
Obilni (del ruso: Обильный) es un posiólok del raión de Krylovskaya del krai de Krasnodar de Rusia. Está situado 8 km al sur de Krylovskaya y 151 km al nordeste de Krasnodar, la capital del krai. Tenía 432 habitantes en 2010
Pertenece al municipio Oktiábrskoye.

## Transporte
Al oeste de la localidad pasa la carretera federal M4 Don.